# Kopftuchurteil
| Fallbezeichnung: | Verfassungsbeschwerde gegen Entscheidung der Verwaltungsgerichte |
| Fundstelle:      | BVerfGE 108, 282                                                 |

| Hassemer, Sommer, Jentsch, Broß, Osterloh, Di Fabio, Mellinghoff, Lübbe-Wolff |

| Jentsch, Di Fabio, Mellinghoff |

Das so genannte Kopftuchurteil ist ein Urteil des Bundesverfassungsgerichts vom 24. September 2003, in dem es darum ging, ob einer angehenden muslimischen Lehrerin die Einstellung in den Schuldienst verweigert werden darf, weil sie beabsichtigt, ein islamisch motiviertes Kopftuch in der Schule und während des Unterrichts zu tragen.

## Sachverhalt
Die muslimische Lehrerin Fereshta Ludin strebte die Einstellung als Beamtin auf Probe in den Schuldienst des Bundeslandes Baden-Württemberg an. Das Oberschulamt Stuttgart lehnte den Einstellungsantrag wegen mangelnder persönlicher Eignung ab, da sie nicht bereit war, während des Unterrichts auf das Tragen eines Kopftuchs zu verzichten. Insbesondere sei die mit dem Kopftuch verbundene „objektive“ Wirkung kultureller Desintegration nicht mit einer staatlichen Neutralität in Glaubensfragen zu vereinbaren.
Die gegen die Ablehnung der Einstellung eingereichten Klagen Frau Ludins vor dem Verwaltungsgericht Stuttgart, dem Verwaltungsgerichtshof Baden-Württemberg und vor dem Bundesverwaltungsgericht wurden abgewiesen.

## Urteil
Der Zweite Senat des daraufhin angerufenen Bundesverfassungsgerichts hob das Urteil des Bundesverwaltungsgerichts auf und verwies die Sache dorthin zurück.
Die entgegenstehenden Entscheidungen der Verwaltungsgerichte und der zuständigen Behörden des Landes Baden-Württemberg verletzen – so das Urteil – die Lehrerin in ihren Grundrechten. Das Gericht führte weiter aus: „Das Tragen eines Kopftuchs macht im hier zu beurteilenden Zusammenhang die Zugehörigkeit der Beschwerdeführerin zur islamischen Religionsgemeinschaft und ihre persönliche Identifikation als Muslima deutlich. Die Qualifizierung eines solchen Verhaltens als Eignungsmangel für das Amt einer Lehrerin an Grund- und Hauptschulen greift in das Recht der Beschwerdeführerin auf gleichen Zugang zu jedem öffentlichen Amt aus Art. 33 Abs. 2 und 3 GG in Verbindung mit dem ihr durch Art. 4 Abs. 1 und 2 GG gewährleisteten Grundrecht der Glaubensfreiheit ein, ohne dass dafür gegenwärtig die erforderliche, hinreichend bestimmte gesetzliche Grundlage besteht. Damit ist der Beschwerdeführerin der Zugang zu einem öffentlichen Amt in verfassungsrechtlich nicht tragfähiger Weise verwehrt worden.“
Ein Verbot für Lehrkräfte, in Schule und Unterricht ein islamisches Kopftuch zu tragen, benötige also laut Urteil eine gesetzliche Regelung des entsprechenden Bundeslandes: Der mit zunehmender religiöser Pluralität verbundene gesellschaftliche Wandel könne für den Gesetzgeber Anlass zu einer Neubestimmung des zulässigen Ausmaßes religiöser Bezüge in der Schule sein. – Da in diesem Fall verschiedene Grundrechtsnormen miteinander konkurrieren, soll (ähnlich wie bei einer Eingriffsermächtigung in ein Grundrecht) die konkrete Ausgestaltung eines Kopftuchverbotes auf eine gesetzliche Grundlage gestellt werden.
Die Entscheidung ist mit fünf gegen drei Stimmen ergangen.

## Sondervoten
Die Richter, die die Entscheidung nicht mittrugen, bemängelten, dass die Senatsmehrheit angenommen habe, bestimmte Dienstpflichten eines Beamten (die im Zusammenhang mit der Religions- oder Weltanschauungsfreiheit stehen) dürften nur durch parlamentarisches Gesetz begründet werden. Ihrer Ansicht nach sei die Dienstpflicht des Beamten kein Eingriff in eine staatsfreie Gesellschaft, sondern stattdessen die Kehrseite der Freiheit desjenigen Bürgers, dem die öffentliche Gewalt in der Person des Beamten gegenübertritt.

## Gutachten
Im Urteil werden die Einschätzungen einer in der mündlichen Verhandlung gehörten Sachverständigen Frau Dr. Yasemin Karakaşoğlu referiert. Sie legte dar,

„dass das Kopftuch von jungen Frauen auch getragen werde, um in einer Diasporasituation die eigene Identität zu bewahren und zugleich auf die Traditionen der Eltern Rücksicht zu nehmen; als Grund für das Tragen des Kopftuchs sei darüber hinaus der Wunsch genannt worden, durch ein Zeichen für sexuelle Nichtverfügbarkeit mehr eigenständigen Schutz zu erlangen und sich selbstbestimmt zu integrieren. Das Tragen des Kopftuchs solle zwar in der Öffentlichkeit den Stellenwert religiöser Orientierung im eigenen Lebensentwurf dokumentieren, werde aber als Ausdruck individueller Entscheidung begriffen und stehe nicht im Widerspruch zu einer modernen Lebensführung. Die Bewahrung ihrer Differenz ist nach dem Verständnis der befragten Frauen Voraussetzung ihrer Integration. Auf der Grundlage der von der Sachverständigen geführten und ausgewerteten qualitativen Interviews lassen sich zwar keine repräsentativen Aussagen für alle in Deutschland lebenden Musliminnen treffen; die Forschungsergebnisse zeigen jedoch, dass angesichts der Vielfalt der Motive die Deutung des Kopftuchs nicht auf ein Zeichen gesellschaftlicher Unterdrückung der Frau verkürzt werden darf. Vielmehr kann das Kopftuch für junge muslimische Frauen auch ein frei gewähltes Mittel sein, um ohne Bruch mit der Herkunftskultur ein selbstbestimmtes Leben zu führen. Auf diesem Hintergrund ist nicht belegt, dass die Beschwerdeführerin allein dadurch, dass sie ein Kopftuch trägt, etwa muslimischen Schülerinnen die Entwicklung eines den Wertvorstellungen des Grundgesetzes entsprechenden Frauenbildes oder dessen Umsetzung im eigenen Leben erschweren würde.“

Zu anderen eingeholten Gutachten heißt es in der Pressemitteilung des Bundesverfassungsgerichtes:

„Ein von der Lehrerin aus religiösen Gründen getragenes Kopftuch kann allerdings deshalb besonders intensiv wirken, weil die Schüler für die gesamte Dauer des Schulbesuchs mit der im Mittelpunkt des Unterrichtsgeschehens stehenden Lehrerin ohne Ausweichmöglichkeit konfrontiert sind. Es fehlt jedoch eine gesicherte empirische Grundlage für die Annahme, dass vom Tragen des Kopftuchs bestimmende Einflüsse auf die religiöse Orientierung der Schulkinder ausgehen. Die in der mündlichen Verhandlung dazu angehörten Sachverständigen konnten nicht von gesicherten Erkenntnissen über eine solche Beeinflussung von Kindern aus entwicklungspsychologischer Sicht berichten.“

## Bedeutung und Reaktionen
Mit Spannung war vor der Entscheidung erwartet worden, ob das Gericht einen Weg vorgibt, der in die Richtung eines strengen Laizismus des Staates weist, wie er etwa in Frankreich seit 1906 praktiziert wird, oder ob man Religionen im öffentlichen Raum weiterhin sichtbare Präsenz und Gestaltungsmöglichkeiten einzuräumen bereit ist. In letzterem Fall bliebe auch fraglich, ob und wie das Gericht das Verhältnis der unterschiedlichen Religionen zueinander und zu dem historisch durch sein besonders enges Verhältnis zum Christentum als Mehrheitsreligion geprägten deutschen Staatswesen auslotet.
Das Gericht hat diese Alternative aber nicht aufgelöst, sondern die Entscheidung über etwaige Verbote den im föderalistischen System für Kultus und Bildung zuständigen Landesgesetzgebern zugewiesen. Kritiker meinten, das Gericht sei damit der eigentlichen verfassungsrechtlichen Frage ausgewichen und habe sich vor einer klareren Entscheidung „gedrückt“.
Mit seinem Beschluss vom 27. Januar 2015 hat der Erste Senat des Bundesverfassungsgerichts die Entscheidung aus dem Jahr 2003 inzwischen präzisiert und in gewisser Spannung zu der seinerzeit vom Zweiten Senat verfolgten Linie klargestellt: „Die dem Staat gebotene weltanschaulich-religiöse Neutralität ist nicht als eine distanzierende im Sinne einer strikten Trennung von Staat und Kirche zu verstehen, sondern als eine offene und übergreifende, die Glaubensfreiheit für alle Bekenntnisse gleichermaßen fördernde Haltung.“ In diesem Sinne hat das Gericht in seiner Beurteilung der Regelung aus § 57 Abs. 4 Satz 1 und 2 des nordrhein-westfälischen Schulgesetzes mit sechs gegen zwei Stimmen den Leitsatz verkündet: „Ein pauschales Kopftuchverbot für Lehrkräfte in öffentlichen Schulen ist mit der Verfassung nicht vereinbar.“

## Auswirkungen

### Reaktionen der Länder, neue Regelungen
Mit dem Urteil des Bundesverfassungsgerichts war in jenen Bundesländern, die ein Kopftuchverbot gesetzlich verankert hatten, eine gesetzliche Neuregelung erforderlich. Die Regelungen unterscheiden sich in den einzelnen Bundesländern.
Trotz eines seitdem gesetzlich vorgeschriebenen Verbots für Lehrer an staatlichen Schulen in Baden-Württemberg, politische, religiöse, weltanschauliche oder ähnliche äußere Bekundungen abzugeben, die geeignet sind, die Neutralität des Landes gegenüber Schülern und Eltern oder den politischen, religiösen oder weltanschaulichen Schulfrieden zu gefährden oder zu stören, durfte eine zum Islam konvertierte Lehrerin ihre Kopfbedeckung dort zunächst auch im Unterricht behalten. Das entschied das Verwaltungsgericht Stuttgart am 7. Juli 2006. Es gab einer Stuttgarter Hauptschullehrerin Recht, die sich auf den Grundsatz der Gleichbehandlung berief. Die Lehrerin wandte sich gegen eine Weisung des Oberschulamtes Stuttgart, mit der ihr untersagt worden war, im Unterricht ein Kopftuch zu tragen. Sie war

„der Auffassung, durch das Tragen des ähnlich der Form einer Mütze gebundenen, den Halsbereich nicht bedeckenden Kopftuchs gebe sie keine Bekundung mit politischem, religiösem oder weltanschaulichem Erklärungsinhalt ab. Die Kopfbedeckung trage auch keine abstrakte Gefahr der Störung des Schulfriedens in sich oder gefährde gar die Neutralität des Staates. Weiter verstoße die Weisung gegen den Gleichheitsgrundsatz, wonach niemand wegen seines Glaubens, seiner religiösen oder politischen Anschauung benachteiligt oder bevorzugt werden dürfe, denn das beklagte Land schreite u. a. nicht gegen Ordensschwestern ein, die an der staatlichen Grundschule in Baden-Baden Lichtental in Ordenstracht allgemeinbildende Fächer unterrichteten.“

Das Land Baden-Württemberg vertrat die Auffassung, die Ordenstracht stelle eine christliche Tradition dar, weil die Orden in der geschichtlichen Entwicklung Europas insbesondere im Bereich Bildung und Wohlfahrtspflege kulturschöpferisch gewirkt hätten. § 38 Abs. 2 Satz 3 SchulG, der die Wahrnehmung des Erziehungsauftrags nach der Verfassung des Landes Baden-Württemberg und die entsprechende Darstellung christlicher und abendländischer Bildungs- und Kulturwerte oder Traditionen vom Verbot religiöser Bekundungen durch Lehrkräfte im Unterricht ausnehme, sei nach dem Willen des Gesetzgebers gerade auf die Ordenstracht anzuwenden. Auf die Berufung des Landes bestätigte der VGH Baden-Württemberg am 14. März 2008 die ursprüngliche Weisung des Oberschulamtes Stuttgart und hob die Entscheidung des Stuttgarter Verwaltungsgerichts auf. Die Lehrerin verstoße gegen eine Dienstpflicht aus dem Schulgesetz, die Weisung sei rechtmäßig. Eine Verletzung des Gleichheitsgrundsatzes sah das Gericht nicht, weil das Schulgesetz religiös motivierte Kleidung oder andere äußere religiöse Bekundungen unabhängig von dem Geschlecht der betroffenen Lehrkraft verbietet und sich nicht speziell gegen das von Frauen getragene islamische Kopftuch oder eine entsprechende Kopfbedeckung richtet.
Der Bayerische Verfassungsgerichtshof hat am 15. Januar 2007 entschieden, dass das Verbot, im Unterricht bestimmte äußere Symbole und Kleidungsstücke zu tragen, zwar in die durch Art. 107 Abs. 1 und 2 BV verbürgte Glaubens- und Religionsfreiheit der Lehrkräfte eingreife, dieser Rechtsposition aber die Glaubens- und Religionsfreiheit der Schüler und ihrer Eltern, das elterliche Erziehungsrecht sowie der staatliche Bildungs- und Erziehungsauftrag gegenüberstünden. Das Spannungsverhältnis habe der Gesetzgeber mit Art. 59 Abs. 2 Satz 3 des Bayerischen Gesetzes über das Erziehungs- und Unterrichtswesen (BayEUG) in verfassungsrechtlich nicht zu beanstandender Art und Weise gelöst. Danach dürfen äußere Symbole und Kleidungsstücke, die eine religiöse oder weltanschauliche Überzeugung ausdrücken, von Lehrkräften im Unterricht nicht getragen werden, sofern die Symbole oder Kleidungsstücke bei den Schülerinnen und Schülern oder den Eltern auch als Ausdruck einer Haltung verstanden werden können, die mit den verfassungsrechtlichen Grundwerten und Bildungszielen der Verfassung einschließlich den christlich-abendländischen Bildungs- und Kulturwerten nicht vereinbar ist. Diese Bestimmung bewirke auch keine unzulässige Bevorzugung der christlichen Konfessionen.
In Nordrhein-Westfalen dürfen Lehrerinnen und Lehrer gemäß § 57 Abs. 4 des Schulgesetzes in der 2006 geänderten Fassung in der Schule keine politischen, religiösen oder weltanschaulichen Bekundungen abgeben, die geeignet sind, die Neutralität des Landes gegenüber Schülern und Eltern zu gefährden oder den Schulfrieden zu stören. Die Darstellung christlicher und abendländischer Bildungs- und Kulturwerte oder Traditionen widerspricht diesem Verhaltensgebot nach dem Wortlaut des Gesetzes ausdrücklich nicht. Gegen das mit dieser Regelung gerechtfertigte schulbehördliche Verbot, im Unterricht aus religiösen Gründen ein Kopftuch oder vergleichbare Kopfbedeckungen zu tragen, gingen zwei muslimische Schulbedienstete erfolglos bei den Arbeitsgerichten vor. Ihre Verfassungsbeschwerde führte Anfang 2015 zur neuerlichen Befassung des Bundesverfassungsgerichts mit der Frage.
Das Berliner Arbeitsgericht hielt im Mai 2018 das so genannte Neutralitätsgesetz für verfassungsgemäß. Danach ist das Tragen von religiös geprägten Symbolen und Kleidungsstücken im öffentlichen Dienst grundsätzlich nicht gestattet.

### Referendare
Eine Bestimmung im Bremischen Schulgesetz, die nach Ansicht der Vorinstanz auch Referendarinnen das Kopftuch verbot, wurde vom Bundesverwaltungsgericht für von Verfassungs wegen nicht anwendbar erklärt, sofern der Schulfrieden nicht konkret gestört werde. Für Lehrer verfügt der Staat über das Ausbildungsmonopol, obwohl der Beruf, beispielsweise an Privatschulen, auch im nicht-staatlichen Bereich ausgeübt werde. Das sei im Rahmen des Art. 12 GG zu Gunsten der angehenden Lehrerin in die Abwägung einzubeziehen, ebenso die Tatsache, dass die Schulverwaltung Referendare stärker beaufsichtige und bei Konflikten schneller und effektiver reagieren könne als bei verbeamteten Lehrkräften.